# Chezhan (sockenhuvudort i Kina, Hubei Sheng, lat 30,95, long 113,92)
Chezhan (kinesiska: 车站, 车站街道) är en sockenhuvudort i Kina. Den ligger i provinsen Hubei, i den centrala delen av landet, omkring 54 kilometer nordväst om provinshuvudstaden Wuhan. Antalet invånare är 40 221. Befolkningen består av 19 897 kvinnor och 20 324 män. Barn under 15 år utgör 13,0 %, vuxna 15-64 år 79 %, och äldre över 65 år 7,0 %.
Runt Chezhan är det tätbefolkat, med 982 invånare per kvadratkilometer. Närmaste större samhälle är Xiaogan, 2,7 km söder om Chezhan. Trakten runt Chezhan består till största delen av jordbruksmark.
Genomsnittlig årsnederbörd är 1 441 millimeter. Den regnigaste månaden är juli, med i genomsnitt 203 mm nederbörd, och den torraste är december, med 19 mm nederbörd.